# Alfons Nicolaï
Alfons (Fons) Nicolaï (Sint-Truiden, 1 juli 1889 – Hasselt, 26 mei 1971) was een Belgisch componist, dirigent, arrangeur en musicus.

## Levensloop
Nicolaï was samen met zijn broer lid van de Koninklijke Harmonie De Gilde Sint-Truiden en bespeelde al vroeg meerdere blaasinstrumenten. In augustus 1914 werd hij als gevangene meegevoerd naar Duitsland. Tijdens zijn gevangenschap ontmoette hij diverse muziekdocenten en hij kreeg van hen zijn eerste lessen harmonie en contrapunt. Hij verbleef er tot februari 1915. Na zijn terugkomst in Sint-Truiden werd hij door de dirigent van de harmonie Anatole van Assche verder opgeleid. Toen schreef hij ook zijn eerste compositie voor harmonieorkest Terug uit ballingschap, een ouverture.
In 1926 verhuisde hij naar Hasselt en werd daar lid van de Alexis Pierlozkring. Voor deze kunstkring heeft hij veel gecomponeerd. Naast deze werkzaamheden was hij dirigent van de muziekgezelschap in Bree en de Koninklijke Fanfare Sint Dionysius Opoeteren alsook van de Koninklijke Fanfare Sint-Aloysius Alken (1932-1940). In de jaren 30 kwam Alfons Nicolaï in contact met enkele toneelschrijvers, zo vond hij goede operetteteksten. Hij componeerde rond twintig operettes, meestal op tekst van de oud-Truienaar Arie Entbroukx. Hij bewerkte het lied van Onze Lieve Vrouw van Vlaanderen van L. de Vocht voor harmonieorkest.

## Composities

### Werken voor harmonie- en fanfareorkesten
- 1960 De Boerenkrijg
- Gildemarsch
- Het lustig wijfje, fantasie
- Limburgse Taferelen
- Pinguinsparade
- Terug uit ballingschap, ouverture

### Muziektheater

#### Operettes
| Voltooid in   | titel                                 | aktes  | première | libretto         |
| ------------- | ------------------------------------- | ------ | -------- | ---------------- |
|               | Mooi meisje, mijn meisje              |        |          | Arie Entbroukx   |
| 1938 rev.1948 | Als een jongen van een meisje houdt   |        |          | Arie Entbroukx   |
| 1948          | Holala! ik ben papa                   |        |          | Arie Entbroukx   |
|               | De nachtegaal, kinderoperette         |        |          | Fr. Denis        |
|               | Feest op 't Gravenhof, kinderoperette | 1 akte |          | van de componist |

#### Toneelmuziek
- 1933 De koning komt!, Klucht met zang in drie bedrijven - tekst: Arie Entbroukx
- 1938 Dans, Kosterke, dans, Vroolijk zangspel in één bedrijf - tekst: Arie Entbroukx

### Vocale muziek

#### Liederen
- Als heel de dag de zonne brandt, soldatenlied
- Als 't kindje verschijnt, wiegelied voor sopraan en strijkkwartet - Arie Entbroukx
- De blinde nachtegaal, voor sopraan en piano - tekst: Fr. Denis
- Drinc, sprac den Herfst
- Vensterliedeken
- Vlaanderland, voor sopraan en piano

### Werken voor orgel
- 1950 Koper en orgel